# Columnea rubra
Columnea rubra är en tvåhjärtbladig växtart som beskrevs av Conrad Vernon Morton. Columnea rubra ingår i släktet Columnea och familjen Gesneriaceae. Inga underarter finns listade i Catalogue of Life.